# Hugues Falcand
Hugues Falcand (en latin : Hugo Falcandus ou Hugo Falcaudus; en italien Ugo Falcando) est un historiographe de la seconde moitié du XIIe siècle.

## Biographie
Peut-être d'origine normande ou franque et assez proche de la cour normande de Sicile, Hugues Falcand est l'auteur d'un ouvrage intitulé « Liber De Regno Siciliae » (écrit après 1181) dit aussi « Histoire Des Tyrans De Sicile » (1154-1169), les tyrans étant dans l'œuvre de Falcand, les rois normands Guillaume le Mauvais surtout, et Guillaume le Bon. Il critique notamment la cour royale palermitaine avec ses nombreux complots, évoque les trahisons, les révoltes, et prend souvent le parti des barons normands contre le pouvoir centralisé de Palerme.
Il écrit son Liber au cours de la très délicate période de transition de la dynastie normande à la dynastie Hohenstaufen. Le récit s’étend du règne de Guillaume le Mauvais (1154-1166) jusqu’à l’accession au trône de son fils Guillaume le Bon, alors mineur (de 1166 à 1171), sous tutelle de sa mère et de Gautier Ophamil, très proche conseiller du roi. C’est un récit qui se limite délibérément aux événements, ce qui se passe à la cour de Palerme et à ses intrigues, et nous dépeint une image de malignité et de corruption, dans une optique vraiment apocalyptique basée sur un pessimisme misanthropique complet, tout en remémorant l'époque du « bon roi Roger » (c'est-à-dire Roger II de Sicile), dont la force et la puissance sont désormais perdues, dans un présent sombre et désespéré…
D’un point de vue politique et idéologique, l’auteur est certainement partisan de la coalition des barons normands essayant de contrer la politique trop centralisatrice du royaume, et de s'opposer ainsi qu’aux forces « nouvelles » qui émergent, surtout des milieux bourgeois (comme le puissant conseiller royal, Maion de Bari, « Émir des Émirs » du royaume normand) et des Musulmans convertis (comme le « caïd » Pierre). Mais par beaucoup d’aspects, il est possible d’entrevoir envers l’institution monarchique un loyalisme fondamental qui, par exemple, le pousse à condamner clairement la tentative des barons de Palerme de capturer le roi au cours d’une énième révolte. Son idéal n’est pas celui d’une « monarchie baroniale » mais bien d’une monarchie dirigée par un roi juste, capable d’administrer son peuple sans s’appuyer sur des ministres corrompus, faibles ou mauvais.
Dans toute la chronique, Hugues oppose clairement le grand roi Roger de Sicile à ses successeurs qu'il qualifie carrément de « dégénérés », et juge négative l’époque des derniers rois normands. Il s’est rendu maître dans l’art de dépeindre en clair-obscur la psychologie des personnages. Deux portraits sont mémorables : Maion de Bari, l’intrigant diabolique et corrompu, et Étienne du Perche, le personnage bon et honnête, mais faible.
Encore vivant en 1190, la date de sa mort est incertaine, mais l'on sait qu'il est témoin de la chute de la dynastie des Hauteville dans les années 1190 et la prise du pouvoir des Hohenstaufen qu'il semble mépriser. Il nous parle en effet de la « furor teuthonicus » lorsque le nouveau roi de Sicile Henri le Sévère et les « Allemands » s'emparent assez violemment du pouvoir, et faisant massacrer de nombreux barons normands jusqu'à la mort prématurée du roi en 1197.

## Extrait
Hugues Falcand, témoin oculaire, nous décrit Palerme sous les règnes des rois normands Guillaume le Mauvais et du fils et successeur de ce dernier, Guillaume le Bon :

« Le palais neuf occupe le quartier opposé, construit de pierre taillée avec une admirable rapidité et d'un travail superbe, entouré à l'extérieur par les courbures de ses murailles, remarquable à l'intérieur par l'éclat des gemmes et de l'or. Ici c'est la tour Pisane, députée à la garde du Trésor ; là la tour Grecque ; au milieu c'est la partie du palais qui a nom la Joharia, abondamment décorée, que le roi fréquente quand il recherche le calme et le repos, éclatante de la gloire d'ornements multiformes. Puis, dans l'espace restant, sont disposées à l'entour les maisons destinées aux matrones, aux jeunes filles et aux eunuques qui servent le roi et la reine. Il y a là d'autres petits palais resplendissants de décoration : ici le roi s'entretient dans le secret avec ses familiers de l'état du royaume ; là il reçoit les grands pour parler des affaires publiques et majeures. Et il ne faut pas passer sous silence les nobles officines attachées au palais où l'on amincit les flocons de soie en fils de diverses couleurs et où on les unit par de multiples méthodes de tissage ; enfin dans une partie du palais qui regarde la ville, la chapelle royale offre son pavement somptueux, et aussi des parois décorées de panneaux de marbre. »

— Hugo Falcandus, extrait du Liber de Regno Siciliae.